# Andreas Haider-Maurer
Andreas Haider–Maurer (* 22. března 1987, Zwettl) je rakouský profesionální tenista. Ve své dosavadní kariéře na okruhu ATP World Tour nevyhrál žádný turnaj.
Na žebříčku ATP byl nejvýše ve dvouhře klasifikován v červenci 2011 na 70. místě a ve čtyřhře pak v srpnu 2009 na 290. místě. K roku 2011 jej trénoval Karel van Wick.
V prvním kole na US Open 2010 prohrál s pátým hráčem světa Robinem Söderlingem po pěti setech. Ve stejné sezóně dosáhl prvního finále na okruhu ATP, když na turnaji ve Vídni ve finále podlehl krajanu a obhájci titulu Jürgenu Melzerovi.

## Finálové účasti na turnajích ATP World Tour
| Legenda (před/od 2009)                                          |
| Grand Slam (0–0)                                                |
| Tennis Masters Cup / ATP World Tour Finals (0–0)                |
| ATP Masters Series / ATP World Tour Masters 1000 (0–0)          |
| ATP International Series Gold / ATP World Tour 500 Series (0–0) |
| ATP International Series / ATP World Tour 250 Series (0–1)      |

### Dvouhra: 1 (0–1)
| Č.        | Datum | Turnaj         | Povrch | Finalista | Výsledek      |                      |
| --------- | ----- | -------------- | ------ | --------- | ------------- | -------------------- |
| Finalista | 1.    | 31. října 2010 | Vídeň  | tvrdý (h) | Jürgen Melzer | 7–6(10), 6–7(4), 4–6 |